# 홍주찬
홍주찬(洪周燦, 1999년 7월 31일 ~ )는 대한민국의 보이 그룹 골든차일드의 메인보컬을 맡고 있다.

## 학력
- 서울증산초등학교 (졸업)
- 숭실중학교 (졸업)
- 리라아트고등학교 디지털사운드콘텐츠과 (전학)
- 한림연예예술고등학교 실용음악과 (졸업)
- 백석예술대학교 실용음악 (재학)[4]

## 음반 목록

### 디지털 싱글
- 《문제아》
- 《너 같은 사람 없더라》
- 《어떤가요》

## 텔레비전 프로그램

### 방송
- 2018년 MBC 미스터리 음악쇼 복면가왕 - 참가자 (아~ 네모네! 몬드리안!)

### 라디오

#### 게스트
| 일시   | 기간     | 방송사        | 프로그램명             |
| ------ | -------- | ------------- | ---------------------- |
| 2017년 | 10월 7일 | SBS 파워FM    | 《NCT의 night night!》 |
| 2018년 | 2월 8일  | 아리랑 라디오 | 《K-Poppin'》          |
| 2018년 | 2월 10일 | SBS 파워FM    | 《박소현의 러브게임》  |
| 2018년 | 2월 14일 | SBS 파워FM    | 《최화정의 파워타임》  |
| 2018년 | 7월 10일 | SBS 파워FM    | 《NCT의 night night!》 |